# Real Academia de Nobles y Bellas Artes de San Luis
La Real Academia de Nobles y Bellas Artes de San Luis es una Real Academia española cuya sede es el Museo de Zaragoza (Zaragoza), asociada al Instituto de España, que tiene por misión promover y fomentar el estudio de las bellas artes, en particular  «la defensa, conservación y restauración de toda clase de monumentos y obras de arte situadas en el ámbito territorial de la Comunidad Autónoma de Aragón».

## Historia y descripción
Fue creada por el rey Carlos IV, a petición del Conde de Aranda en nombre de la Real Sociedad Económica Aragonesa de Amigos del País el 17 de abril de 1792. En el ánimo de los peticionarios se encontraba emular a la Real Academia de Bellas Artes de San Fernando, teniendo como antecedente para su creación la escuela de dibujo dirigida por Juan Martín de Goicoechea.
El rey le otorgó su reconocimiento y le dio el nombre de San Luis en honor a su esposa, María Luisa de Parma, llamándose los primeros años Real Academia de las Tres Nobles Artes de San Luis.
Sus primeros estatutos fueron aprobados por Manuel Godoy el 18 de noviembre de 1792, y entraron en vigor el 2 de diciembre. Sus vigentes estatutos datan del 24 de octubre de 1996.
La Academia se halla subdividida en siete secciones: arquitectura, escultura, pintura, música y danza, literatura, grabado y artes suntuarias, y artes de la imagen. Sus miembros se dividen en Académicos de Honor (en número variable), Académicos Numerarios (treinta y cinco), Académicos Supernumerarios (cinco) y Académicos Correspondientes (cincuenta). En su organización, mantiene quince delegaciones en las tres provincias aragonesas, que representan los Académicos Delegados.
A partir de junio de 2009, ostenta la Presidencia de la Real Academia Domingo Buesa Conde, siendo sus vicepresidentes primero y segundo Fernando Alvira Banzo y  Miguel Caballú Albiac, respectivamente. Asimismo, el secretario general es Armando Serrano Martínez.